# Evergreen (Colorado)
Evergreen è un centro abitato (census-designated place) degli Stati Uniti d'America, situato nella contea di Jefferson dello stato del Colorado. Nel censimento del 2000 la popolazione era di 9.216 abitanti.

## Geografia fisica
Secondo i rilevamenti dell'United States Census Bureau, Evergreen si estende su una superficie di 30,1 km².